# Kije (gemeente)

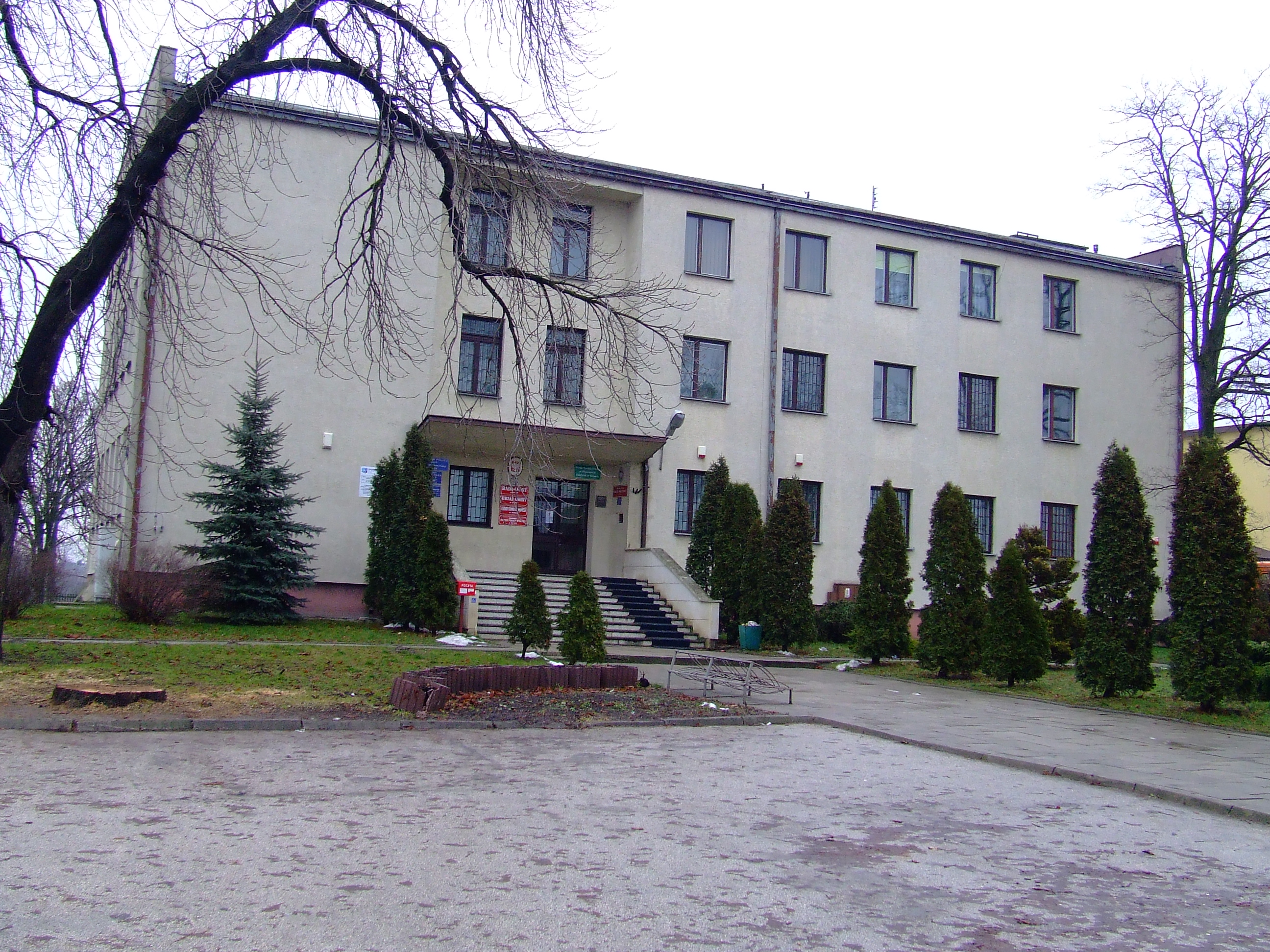
Gemeentehuis

De gemeente Kije is een landgemeente in het Poolse woiwodschap Święty Krzyż, in powiat Pińczowski.
De zetel van de gemeente is in Kije.
Op 30 juni 2004 telde de gemeente 4643 inwoners.

## Oppervlakte gegevens
In 2002 bedroeg de totale oppervlakte van gemeente Kije 99,26 km², waarvan:
- agrarisch gebied: 70%
- bossen: 19%

De gemeente beslaat 16,23% van de totale oppervlakte van de powiat.

## Demografie
Stand op 30 juni 2004:
| Omschrijving                   | Totaal | Totaal | Vrouwen | Vrouwen | Mannen | Mannen |
| ------------------------------ | ------ | ------ | ------- | ------- | ------ | ------ |
| eenheid                        | aantal | %      | aantal  | %       | aantal | %      |
| inwoners                       | 4643   | 100    | 2353    | 50,7    | 2290   | 49,3   |
| bevolkingsdichtheid (inw./km²) | 46,8   | 46,8   | 23,7    | 23,7    | 23,1   | 23,1   |

In 2002 bedroeg het gemiddelde inkomen per inwoner 1275,85 zł.

## Administratieve plaatsen (sołectwo)
Borczyn, Czechów, Gartatowice, Gołuchów, Górki, Hajdaszek, Janów, Kije, Kliszów, Kokot, Lipnik, Rębów, Samostrzałów, Stawiany, Umianowice, Wierzbica, Włoszczowice, Wola Żydowska, Wymysłów, Żydówek.

## Aangrenzende gemeenten
Chmielnik, Imielno, Morawica, Pińczów, Sobków